# Carlos Reutemann

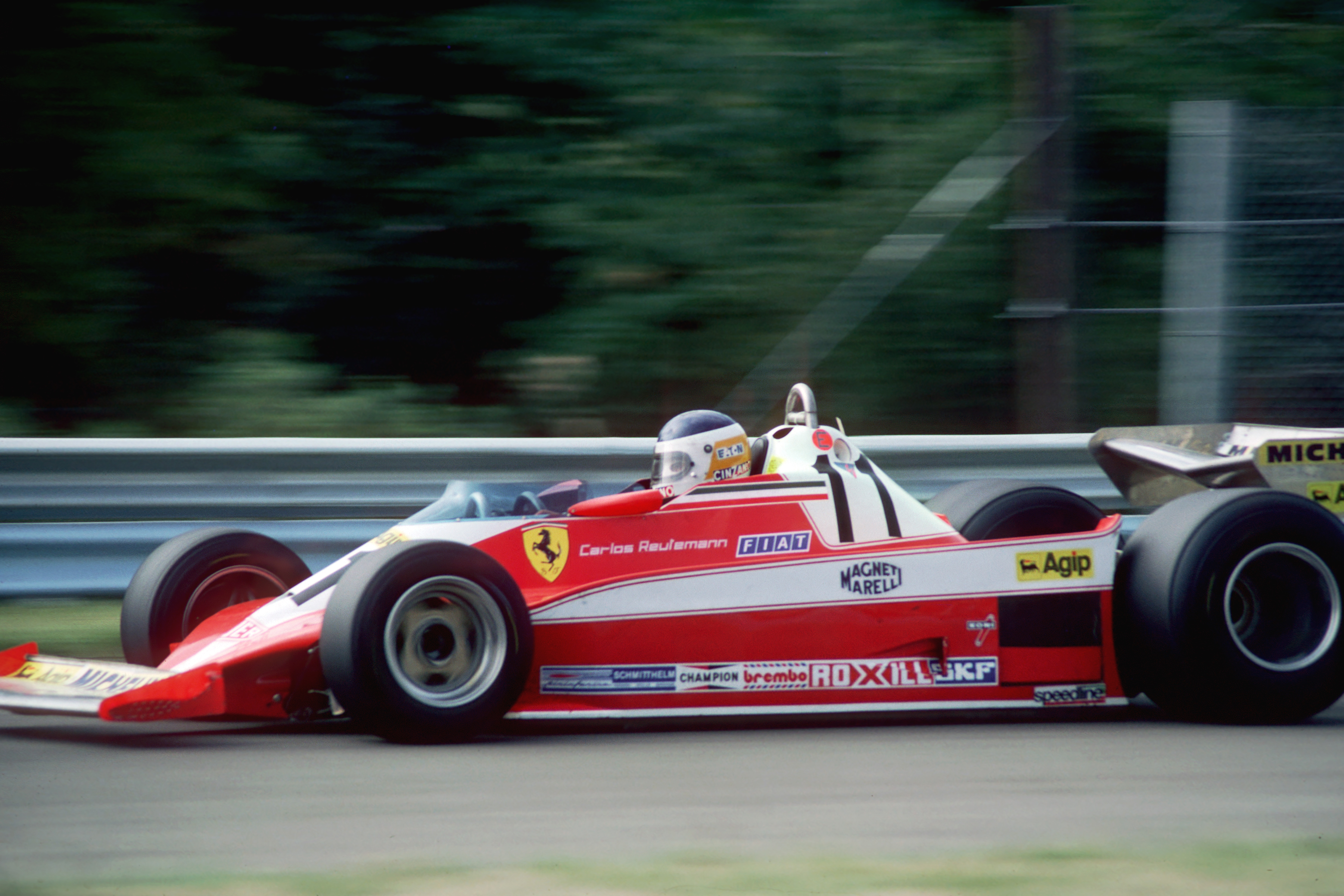
Reutmann na Ferrari, em 1978

Carlos Alberto Reutemann (Santa Fé, 12 de abril de 1942 — Santa Fé, 7 de julho de 2021) foi um automobilista argentino. Foi vice-campeão da Fórmula 1 em 1981, perdendo o campeonato por 1 ponto para o brasileiro Nelson Piquet na última prova, o GP de Las Vegas. Em sua passagem pela Fórmula 1, teve atritos históricos com seu companheiro de equipe Alan Jones.
Após abandonar as pistas, entrou para a política, sendo, por duas vezes, eleito governador da província de Santa Fé: de 1991 a 1995 e de 1999 a 2003. Foi senador de 2003 até 2021.

## Morte
Reutemann morreu em 7 de julho de 2021, aos 79 anos de idade, em Santa Fe de la Vera Cruz, sua cidade natal.

## Todos os resultados de Carlos Reutemann na Fórmula 1
(legenda) (Corrida em negrito indica pole position e em itálico volta mais rápida)
| Ano  | Equipe                       | Chassis        | Motor                 | 1         | 2         | 3         | 4         | 5         | 6         | 7         | 8         | 9         | 10        | 11        | 12        | 13        | 14        | 15        | 16        | 17      | Pontos   | Posição |
| ---- | ---------------------------- | -------------- | --------------------- | --------- | --------- | --------- | --------- | --------- | --------- | --------- | --------- | --------- | --------- | --------- | --------- | --------- | --------- | --------- | --------- | ------- | -------- | ------- |
| 1972 | Motor Racing Developments    | Brabham BT34   | Ford Cosworth DFV V8  | ARG 7 G   | AFS Ret G |           |           |           |           |           |           |           |           |           |           |           |           |           |           |         | 3        | 16º     |
| 1972 | Motor Racing Developments    | Brabham BT37   | Ford Cosworth DFV V8  |           |           |           |           | BEL 13 G  | FRA 12 G  | GBR 8 G   | ALE Ret G | AUT Ret G | ITA Ret G | CAN 4 G   | EUA Ret G |           |           |           |           |         | 3        | 16º     |
| 1973 | Motor Racing Developments    | Brabham BT37   | Ford Cosworth DFV V8  | ARG Ret G | BRA 7 G   | AFS 11 G  |           |           |           |           |           |           |           |           |           |           |           |           |           |         | 16       | 7º      |
| 1973 | Motor Racing Developments    | Brabham BT42   | Ford Cosworth DFV V8  |           |           |           | ESP Ret G | BEL Ret G | MON Ret G | SUE 4 G   | FRA 3 G   | GBR 6 G   | HOL Ret G | ALE Ret G | AUT 4 G   | ITA 6 G   | CAN 8 G   | EUA 3 G   |           |         | 16       | 7º      |
| 1974 | Motor Racing Developments    | Brabham BT44   | Ford Cosworth DFV V8  | ARG 7 G   | BRA 7 G   | AFS 1 G   | ESP Ret G | BEL Ret G | MON Ret G | SUE Ret G | HOL 12 G  | FRA Ret G | GBR 6 G   | ALE 3 G   | AUT 1 G   | ITA Ret G | CAN 9 G   | EUA 1 G   |           |         | 32       | 6º      |
| 1975 | Martini Racing               | Brabham BT44B  | Ford Cosworth DFV V8  | ARG 3 G   | BRA 8 G   | AFS 2 G   | ESP 32 G  | MON 9 G   | BEL 3 G   | SUE 2 G   | HOL 4 G   | FRA 14 G  | GBR Ret G | ALE 1 G   | AUT 14 G  | ITA 4 G   | EUA Ret G |           |           |         | 37       | 3º      |
| 1976 | Martini Racing               | Brabham BT45   | Alfa Romeo 115-12 F12 | BRA 12 G  | SMR Ret G | USW Ret G | ESP 4 G   | BEL Ret G | MON Ret G | SUE Ret G | FRA 11 G  | GBR Ret G | ALE Ret G | AUT Ret G | HOL Ret G |           |           |           |           |         | 3        | 16º     |
| 1976 | Scuderia Ferrari SpA SEFAC   | Ferrari 312T2  | Ferrari 015 F12       |           |           |           |           |           |           |           |           |           |           |           |           | ITA 9 G   |           |           |           |         | 3        | 16º     |
| 1977 | Scuderia Ferrari Spa SEPAC   | Ferrari 312T2  | Ferrari 015 F12       | ARG 3 G   | BRA 1 G   | AFS 8 G   | USW Ret G | ESP 2 G   | MON 3 G   | BEL Ret G | SUE 3 G   | FRA 6 G   | GBR 15 G  | ALE 4 G   | AUT 4 G   | HOL 6 G   | ITA Ret G | USE 6 G   | CAN Ret G | JAP 2 G | 42       | 4º      |
| 1978 | Scuderia Ferrari Spa SEPAC   | Ferrari 312T2  | Ferrari 015 F12       | ARG 7 M   | BRA 1 M   |           |           |           |           |           |           |           |           |           |           |           |           |           |           |         | 48       | 3º      |
| 1978 | Scuderia Ferrari Spa SEPAC   | Ferrari 312T3  | Ferrari 015 F12       |           |           | AFS Ret M | USW 1 M   | MON 8 M   | BEL 3 M   | ESP Ret M | SUE 10 M  | FRA 18 M  | GBR 1 M   | ALE Ret M | AUT DSQ M | HOL 7 M   | ITA 3 M   | USE 1 M   | CAN 3 M   |         | 48       | 3º      |
| 1979 | Martini Racing Team Lotus    | Lotus 79       | Ford Cosworth DFV V8  | ARG 2 G   | BRA 3 G   | AFS 5 G   | USW Ret G | ESP 2 G   | BEL 4 G   | MON 3 G   | FRA 13 G  | GBR Ret G | ALE Ret G | AUT Ret G | HOL Ret G | ITA 7 G   | CAN Ret G | USE Ret G |           |         | 201 (25) | 7º      |
| 1980 | Albilad-Williams Racing Team | Williams FW07B | Ford Cosworth DFV V8  | ARG Ret G | BRA Ret G | AFS 5 G   | USW Ret G | BEL 3 G   | MON 1 G   | FRA 6 G   | GBR 3 G   | ALE 2 G   | AUT 3 G   | HOL 4 G   | ITA 3 G   | CAN 2 G   | USE 2 G   |           |           |         | 421 (49) | 3º      |
| 1981 | Albilad-Williams Racing Team | Williams FW07C | Ford Cosworth DFV V8  | USW 2 M   | BRA 1 M   | ARG 2 M   | SMR 3 M   | BEL 1 M   | MON Ret M |           |           |           |           |           |           |           |           |           |           |         | 49       | 2º      |
| 1981 | TAG Williams Team            | Williams FW07C | Ford Cosworth DFV V8  |           |           |           |           |           |           | ESP 4 M   |           |           |           |           |           |           |           |           |           |         | 49       | 2º      |
| 1981 | TAG Williams Team            | Williams FW07C | Ford Cosworth DFV V8  |           |           |           |           |           |           |           | FRA 10 G  | GBR 2 G   | ALE Ret G | AUT 5 G   | HOL Ret G | ITA 3 G   | CAN 10 G  | LVG 8 G   |           |         | 49       | 2º      |
| 1982 | TAG Williams Team            | Williams FW07C | Ford Cosworth DFV V8  | AFS 2 G   | BRA Ret G |           |           |           |           |           |           |           |           |           |           |           |           |           |           |         | 6        | 15º     |

↑1  Nos descartes
↑2  Foi atribuído metade dos pontos, já que a corrida só tinha completado um terço. Reutemann marcou 2 pontos com o 3º lugar.

## Vitórias de Carlos Reutemann na Fórmula 1[6]
- Grande Prêmio da África do Sul de 1974 (Kyalami)
- Grande Prêmio da Áustria de 1974 (Österreichring)
- Grande Prêmio dos EUA de 1974 (Watkins Glen)
- Grande Prêmio da Alemanha de 1975 (Nürburgring)
- Grande Prêmio do Brasil de 1977 (Interlagos)
- Grande Prêmio do Brasil de 1978 (Jacarepaguá)
- Grande Prêmio do Oeste dos EUA de 1978 (Long Beach)
- Grande Prêmio da Grã-Bretanha de 1978 (Brands Hatch)
- Grande Prêmio dos EUA de 1978 (Watkins Glen)
- Grande Prêmio de Mônaco de 1980 (Monte Carlo)
- Grande Prêmio do Brasil de 1981 (Jacarepaguá)
- Grande Prêmio da Bélgica de 1981 (Zolder)

## Vitórias por equipe
Ferrari: 5
 Brabham: 4
 Williams: 3

## 24 Horas de Le Mans[7]
| Ano  | Equipe            | Nº | Co-Piloto    | Chassi               | Pneus | Classe | Voltas | Posição Final | Posição Na Categoria |
| Ano  | Equipe            | Nº | Co-Piloto    | Motor                | Pneus | Classe | Voltas | Posição Final | Posição Na Categoria |
| ---- | ----------------- | -- | ------------ | -------------------- | ----- | ------ | ------ | ------------- | -------------------- |
| 1973 | SpA Ferrari SEFAC | 17 | Tim Schenken | Ferrari 312P/B       | G     | S 3.0  | 162    | DNF           | DNF                  |
| 1973 | SpA Ferrari SEFAC | 17 | Tim Schenken | Ferrari 3.0L Flat-12 | G     | S 3.0  | 162    | DNF           | DNF                  |